# Matthias Niggli
Matthias Niggli, född den 2 juli 1973, schweizisk orienterare som blev europamästare i stafett 2000. Gift med Simone Niggli.